# Kirche Freiroda

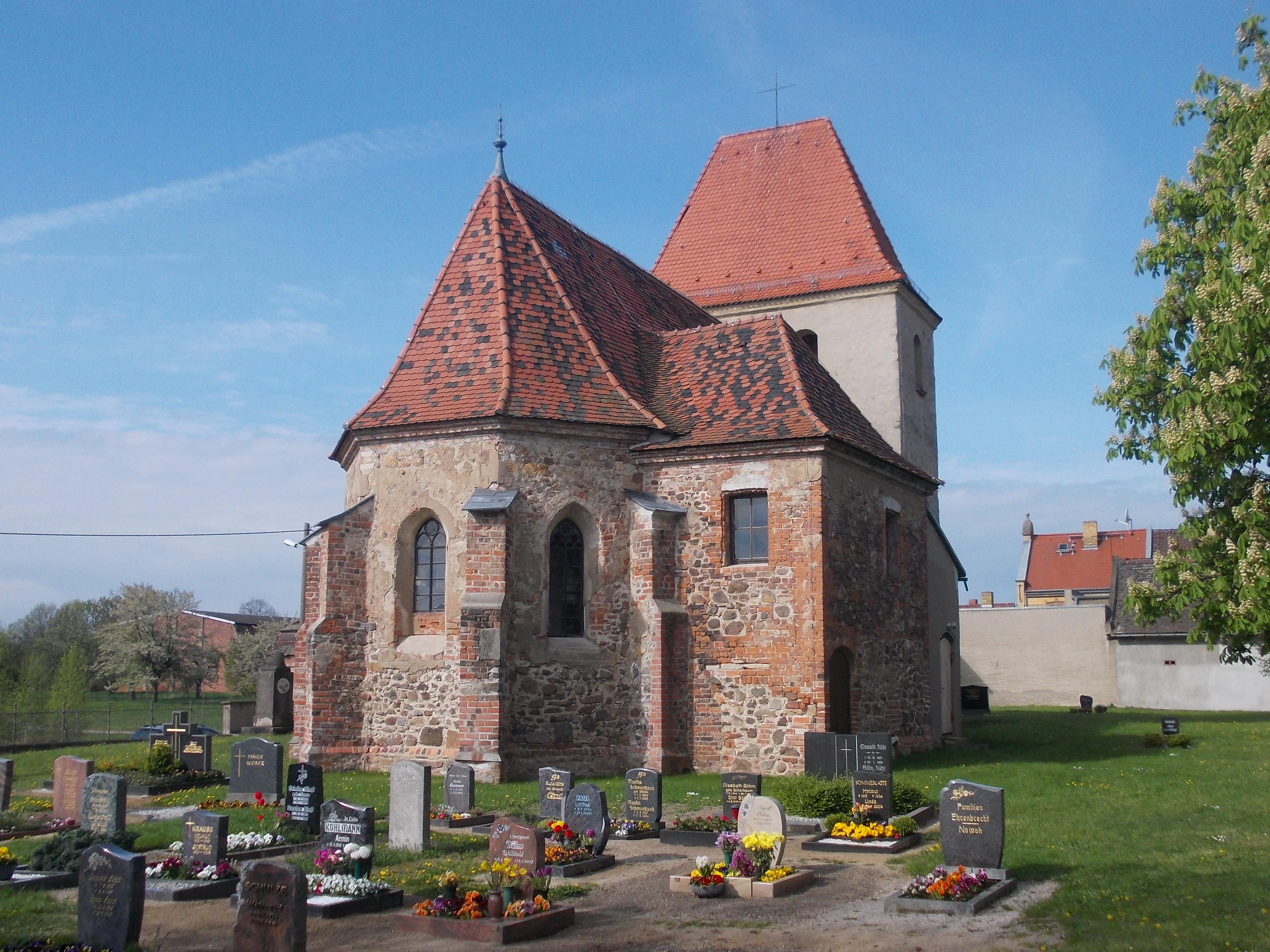
Kirche Freiroda

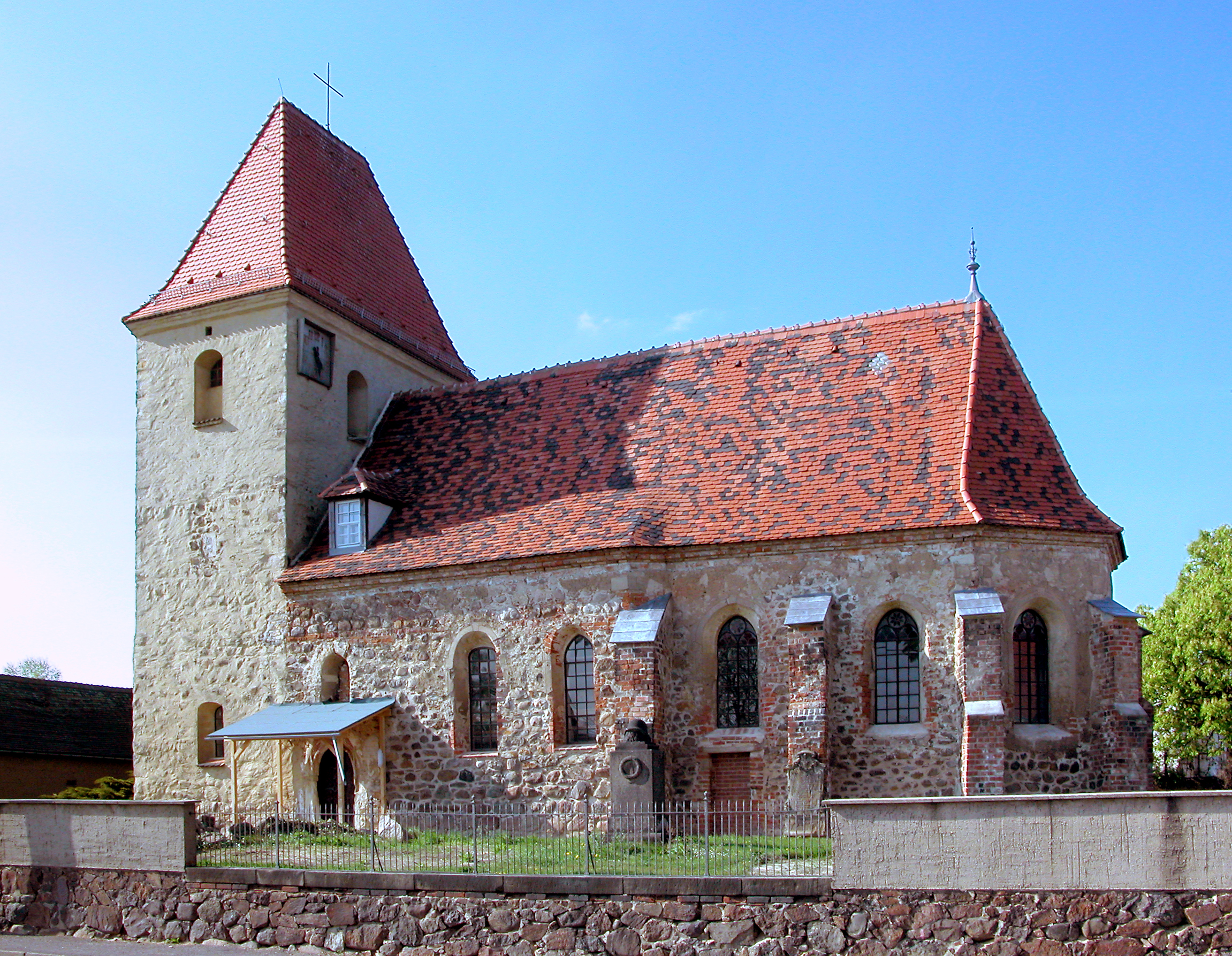
Südostansicht

Die evangelische Kirche Freiroda ist eine romanische Saalkirche im Ortsteil Freiroda von Schkeuditz im Landkreis Nordsachsen in Sachsen. Sie gehört zum Kirchspiel Zschortau im Kirchenkreis Torgau-Delitzsch der Evangelischen Kirche in Mitteldeutschland und kann in der Regel nicht besichtigt werden.

## Geschichte und Architektur
Die wehrhaft wirkende romanische Saalkirche mit Querwestturm erhielt in der zweiten Hälfte des 15. Jahrhunderts einen Chor. Die Ausstattung wurde um 1730 erneuert, eine Restaurierung am Turm erfolgte im Jahr 1991. Das Bauwerk ist ein verputzter Bruchsteinbau mit einem langen eingezogenen, dreiseitig geschlossenen Chor mit Strebepfeilern und kleinen, gedrückten Spitzbogenfenstern. Im Süden wird das Bauwerk durch ein stabwerkgerahmtes Spitzbogenportal aus der Zeit um 1450 erschlossen, die hölzerne Tür ist mit schlangenartigen Beschlägen aus ornamentierten Eisenbändern versehen.
Im Innern sind der Emporensaal und Chor einheitlich mit monochrom gefasstem Holztonnengewölbe abgeschlossen; zwischen Turm und Saal vermittelt ein weiter Rundbogen. Im Norden ist die Patronatsloge mit kassettierter Brüstung eingebaut, im mittleren Feld ist ein Wappen der Familie Uchteritz aufgemalt, in den seitlichen Feldern Bandelwerk. Im Chor sind spätgotische Wandmalereien aus der Zeit um 1450 erhalten, welche bauchige Krüge mit je drei Blüten- oder Blattstengeln darstellen. Die Sakristei ist über eine spitzbogige, profilierte Pforte zugänglich und mit Kreuzgratgewölben geschlossen.

## Ausstattung
Das Hauptstück der einheitlich barocken Ausstattung ist ein Portikuskanzelaltar mit einer strengen Pilasterarchitektur und schwerem Gebälk mit darauf sitzenden Engeln; der Schalldeckel ist in Form eines von Voluten getragenen Baldachins gestaltet und wird von einer Strahlenglorie mit Putten bekrönt.
Ein Gemälde aus der Zeit um 1730 stellt vermutlich Jesus vor den Hohenpriestern dar. Die Sandsteintaufe aus dem Jahr 1450 mit Bogenfries ist heute im Pfarrgarten aufgestellt. Ein einfaches Vortragekreuz wurde im Jahr 1730 geschaffen.
Die Orgel mit Neurenaissanceprospekt ist ein Werk der Firma Hildebrand Orgelbau aus dem Jahr 1900. In der nördlichen Chorwand findet sich ein Grabdenkmal das Wolff Bernhardt von Uchteritz, das mit einer Sandsteinplatte mit kartuschenartigem, blumengeschmücktem Inschriftfeld mit Wappenreliefs in den Zwickeln sowie mit den Jahreszahlen 1621–1694 versehen ist.